# Costituzione Federale degli Stati Uniti Messicani del 1824
La Costituzione Federale degli Stati Uniti Messicani del 1824 entrò in vigore il 4 ottobre del 1824, dopo la caduta del Primo Impero messicano di Agustín de Iturbide. Nella nuova Costituzione, la repubblica prese il nome di  Stati Uniti Messicani, ed era definita come una repubblica federale rappresentativa, con il Cattolicesimo come religione ufficiale.
Il Congresso Legislativo era bicamerale, come quello degli Stati Uniti, con una camera alta (Senato, con due senatori per stato) e una camera bassa, con un deputato per ogni ottantamila abitanti. Il potere esecutivo federale ricadeva su un Presidente e un suo Vice, in carica per quattro anni. Il Potere giudiziario federale era nelle mani delle undici componenti della Suprema Corte di Giustizia.
La Repubblica era composta da Chiapas, Chihuahua, Coahuila e Texas, Durango, Guanajuato, México, Michoacán, Nuevo León, Oaxaca, Puebla de los Ángeles, Querétaro, San Luis Potosí, Sonora e Sinaloa, Tabasco, Tamaulipas, Veracruz, Jalisco, Yucatán, e Zacatecas, più i territori dell'Alta California, Bassa California, Colima, e Santa Fe de Nuevo México. Lo stato di Tlaxcala verrà definito un anno dopo la promulgazione della Costituzione.